# Supercopa Europeia de 1979
A Supercopa Europeia de 1979 foi disputada entre Nottingham Forest e Barcelona. O resultado da partida (1ª e 2ª mão) foi de 2-1.

## Detalhes

### 1ª mão
| 30 de janeiro de 1980 | Nottingham Forest | 1–0 | Barcelona | City Ground, Nottingham |
|                       | George 9'         |     |           |                         |

### 2ª mão
| 5 de fevereiro de 1980 | Barcelona          | 1–1 | Nottingham Forest | Camp Nou, Barcelona |
|                        | Roberto 25' (pen.) |     | Burns 42'         |                     |